# Dušilka
Dušílka, navitje, induktor ali tuljáva je elektronski element z dvema priključkoma, katerega glavna značilnost je induktivnost. Ločimo zračne dušilke in dušilke s feromagnetnim jedrom. Zračna dušilka ima linearno in simetrično UI karakteristiko. Feromagnetna dušilka ima za UI karakteristiko histerezno zanko.

## Delovanje
Enosmerni električni tok ustvari v navitju magnetno polje. Spremembe toka (npr.: izmenični tok) povzročijo samoindukcijo. Generira se električna napetost, ki ima tako smer, da nasprotuje svojemu vzroku. Dušilka torej nasprotuje hitrim spremembam toka. Zato se v stikalih ob izklopu pojavi električni oblok (iskrenje).
Induktivnost dušilke oziroma tuljave določa število ovojev (več ovojev večja induktivnost) in permeabilnosti (vrsta) snovi, ki jo vstavimo v tuljavo. 
Če priključimo idealno tuljavo na izmenični tok s spremenljivo frekvenco, je pri frekvenci 0 Hz njena upornost enaka 0 ohmov. Pri neskončni frekvenci pa je njena upornost enaka neskončno ohmov. Zaradi svojega obnašanja pri 0 Hz predstavlja tuljava za enosmerni tok kratek stik.
Pri neidealni tuljavi je upornost tuljave, če jo priključimo na enosmerno napetost, enaka upornosti žice. Upornost žice pa je odvisna od njenih lastnosti (preseka, dolžine, materiala, temperature, itd). 
Če skozi tuljavo spustimo enosmerni električni tok, ustvari v svoji okolici magnetno polje. Če tuljavo izklopimo iz napetosti, se bo na tuljavi inducirala napetost (ki tako nasprotuje spremembi napetosti, torej izklopu). Za to indukcijo se uporabi energija, ki se je prej naložila v magnetno polje pri njegovem ustvarjanju (in se tam shranila).

## Sestava
Tuljava ali dušilka je sestavljena iz jedra in žice, ki je ovita okoli jedra.
Poznamo več vrst jeder:
1. NEFEROMAGNETNA JEDRA - jedro je izdelano iz neferomagnetnega materiala, ki ne krepi magnetnega polja.
2. FEROMAGNETNA JEDRA - magnetni materiali krepijo magnetno polje.
  - mehko magnetni materiali - za njih je značilno, da imajo magnetne lastnosti tako dolgo dokler so v magnetnem polju.
  - trdo magnetni materiali - za njih je značilno, da ohranijo magnetne lastnosti tudi po prenehanju delovanja magnetnega polja.

Poznamo tudi zvočne tuljave, ki nimajo jedra. Imajo simetrično U×I karakteristiko.

## Uporaba
- Transformatorji (povišanje ali znižanje el. napetosti)
- Induktivnost (elektronska vezja)
- Elektromagneti (elektromotorji)
- Releji in kontaktorji (elektromehanska stikala)
- Odklanjanje elektronskega curka v katodni cevi (nastanek slike na zaslonu)